# Tarasivka, Romnî
Tarasivka (în ucraineană Тарасівка) este un sat în comuna Andriivka din raionul Romnî, regiunea Sumî, Ucraina.

## Demografie
Componența lingvistică a localității Tarasivka
     Ucraineană (80%)
     Rusă (20%)
Conform recensământului din 2001, majoritatea populației localității Tarasivka era vorbitoare de ucraineană (80%), existând în minoritate și vorbitori de rusă (20%).